# Слабка похідна
«Слабка похідна» (в математиці) — узагальнене поняття похідної функції («сильна похідна») для функцій, інтегровних за Лебегом (тобто з простору {\displaystyle L_{1}}), але не диференційовних.

## Визначення
Нехай {\displaystyle u} — функція з {\displaystyle L^{1}([a,b])}. Функцію {\displaystyle v(t)} з {\displaystyle L^{1}([a,b])} називають «слабкою похідною» {\displaystyle u}, якщо
{\displaystyle \int _{a}^{b}u(t)\varphi '(t)dt=-\int _{a}^{b}v(t)\varphi (t)dt}
для усіх неперервно диференційовних функцій {\displaystyle \varphi } при {\displaystyle \varphi (a)=\varphi (b)=0}. Це визначення засновано на методі інтегрування частинами.
Узагальнюючи на {\displaystyle n} вимірів, якщо {\displaystyle u} і {\displaystyle v} належать простору {\displaystyle L_{loc}^{1}(U)} локально інтегровних функцій для деякої області {\displaystyle U\subset \mathbb {R} ^{n}}, і якщо {\displaystyle \alpha } — це мультиіндекс, то {\displaystyle v} називається слабкою похідною {\displaystyle u} порядку {\displaystyle \alpha }, якщо
{\displaystyle \int _{U}uD^{\alpha }\varphi =(-1)^{|\alpha |}\int _{U}v\varphi }
для усіх {\displaystyle \varphi \in C_{c}^{\infty }(U)} — фінітних в {\displaystyle U} нескінченно гладких функцій.
Якщо у функції {\displaystyle u} є слабка похідна, то її часто позначають через {\displaystyle D^{\alpha }u}, тому що вона єдина з точністю до множини міри нуль.

## Приклади
- Функція u : [−1, 1] → [0, 1], u(t) = |t|, яка не має похідної в точці t = 0, проте має на проміжку [−1, 1] слабку похідну v, так звану «функцію знаку» (sgn), визначену таким співвідношенням:

{\displaystyle v\colon [-1,1]\to [-1,1]\colon t\mapsto v(t)={\begin{cases}1,&t>0;\\0,&t=0;\\-1,&t<0.\end{cases}}}
Це не єдина похідна u: усіляка функція w, що збігається з v, майже скрізь також буде слабкою похідною u. Як правило це не є проблемою, так як з точки зору просторів Lp та просторів Соболєва вони еквівалентні.
- Характеристична функція множини раціональних чисел D (Функція Діріхле) ніде не диференційована, але слабку похідну має усюди. Через те, що міра Лебега раціональних чисел дорівнює нулю, то

{\displaystyle \int D(t)\varphi (t)dt=0}
Таким чином, {\displaystyle v(t)\equiv 0} є слабка похідна функції D. Це має бути інтуїтивно зрозуміло, адже D в просторі Lp еквівалентна тотожному нулю.

## Властивості
- Якщо дві функції є слабкими похідними однієї і тієї ж функції, то вони збігаються на множині повної міри (майже скрізь). Якщо, як прийнято в просторах {\displaystyle L_{p}}, покладати майже скрізь рівні функції еквівалентними, то слабка похідна визначена єдиним чином.

- Якщо u має звичайну («сильну») похідну, тоді вона буде слабкою похідною. В цьому сенсі, слабка похідна є узагальненою сильною. Більш того, класичні правила для похідних від суми і від добутку функцій зберігаються для слабких похідних також.

## Розвиток
Поняття слабкої похідної заклало основу для побудови т. з. слабких рішень в просторі Соболєва, які виявилися корисними в теорії диференціальних рівнянь і в функціональному аналізі.